# Mijnenuitkijkdienst

Het dienstvakembleem van de Mijnenuitkijkdienst

De Mijnenuitkijkdienst (MUD) was een onderdeel van de Nederlandse Koninklijke Marine dat tijdens de Koude Oorlog de taak had het plaatsen van zeemijnen door vijandelijke boten of vliegtuigen waar te nemen. Hiertoe werd er tussen 1949 en 1957 een netwerk van 245 uitkijkposten opgericht langs de belangrijkste Nederlandse waterwegen. Met peilapparatuur kon de waterzuil van een te water gelaten zeemijn worden ingemeten. Door het combineren van verschillende waarnemingen kon de plaats worden vastgesteld, waarna de mijn door een mijnenveger of door duikers kon worden geruimd. Door de verbetering van de radartechniek werd deze manier van waarnemen echter overbodig en werd de organisatie in 1974 opgeheven.

## Geschiedenis
De Mijnenuitkijkdienst is tijdens de mobilisatie in augustus 1939 voortgekomen uit de Marinekustwacht en de Mijnenwaarschuwingsdienst. Tijdens de Duitse bezetting werd de organisatie ontbonden, maar in 1949 werd de dienst heropgericht vanwege de oplopende spanningen tussen het westen en Rusland. Men anticipeerde op het afwerpen van vijandelijke mijnen in vaarwegen om zo de toegang naar belangrijkste havens te blokkeren. Het verdedigen van de Westerschelde had daarbij prioriteit. Dat kwam doordat de Antwerpse haven als enige grote haven ongeschonden uit de Tweede Wereldoorlog was gekomen. Inmiddels speelde de haven een belangrijke rol als doorvoerhaven van Amerikaans materieel bij de opbouw van de bondgenootschappelijke verdediging tegen het Rode Leger. In Engeland en België kende men vergelijkbare organisaties. 

### Werkwijze

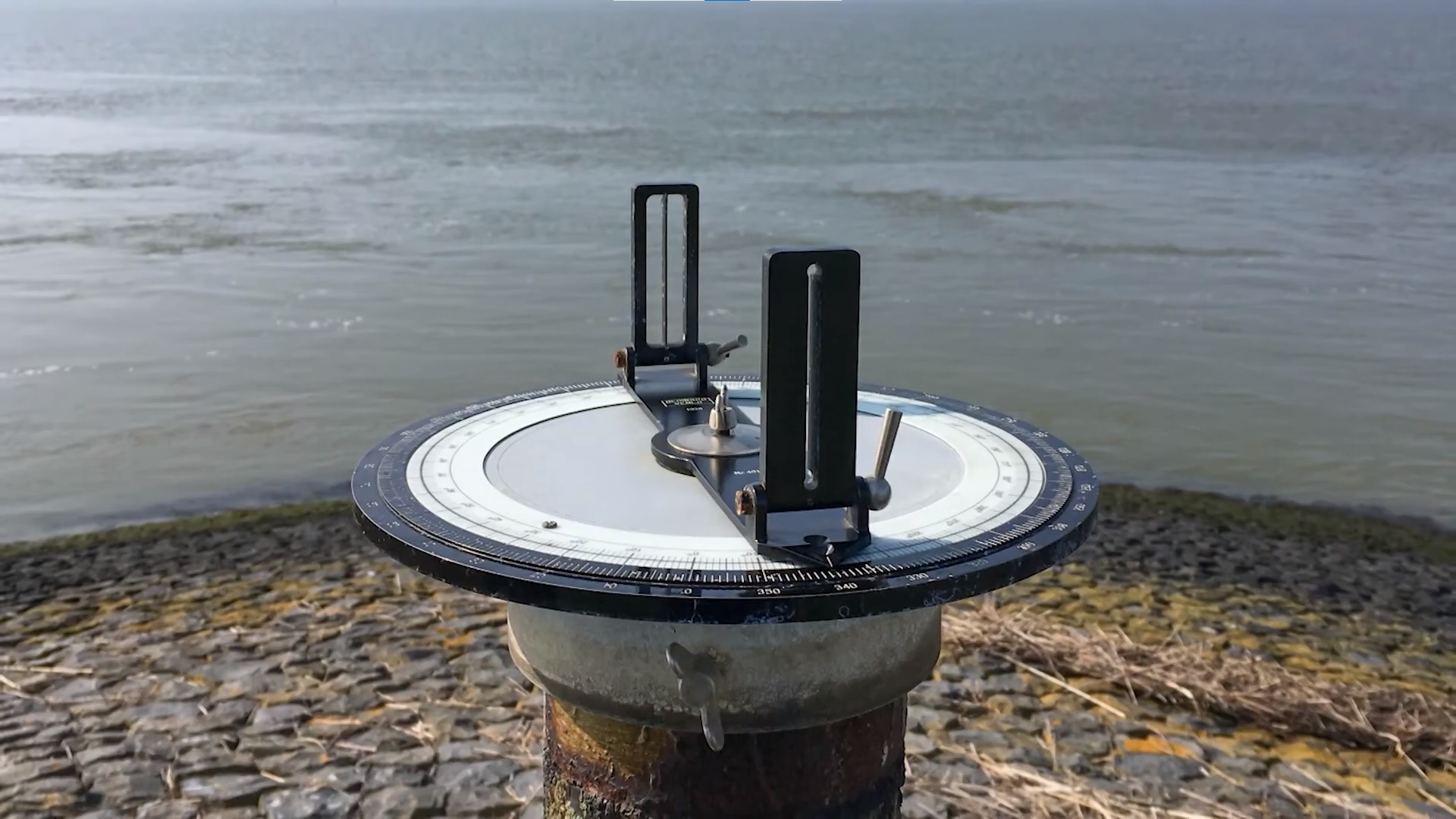
Pelorus gemonteerd toestand op een pelorusstand

Het netwerk bestond uit 245 uitkijkposten langs strategisch gelegen waterwegen. De posten lagen 800 tot 1500 meter uit elkaar. De meesten bevonden zich aan wal (waluitkijposten) maar er waren ook tientallen varende scheepsuitkijkposten. Elke post had de beschikking over een z.g.n. pelorus, een nautisch richtinstrument. De pelorus was geplaatst op een vaste pelorusopstand, in de volksmond MUD-paal genoemd. Dit is een betonnen paal van 15x15 centimeter en een lengte van 2,20 meter die precies loodrecht in de grond werd geplaatst zodat de pelorus waterpas stond. De instrumenten werden vervaardigd door de firma Nedinsco in Venlo. 
Per waarnemingspost was er een ploeg van acht mijnenwachters nodig, waarbij de post steeds door twee personen werd bemand. De peilrichting van de waterkolom van een afgeworpen zeemijn werd per veldtelefoon aan de groepspost doorgegeven. Door het combineren van meerdere waarnemingen (kruispeiling) kon de locatie worden vastegesteld. Vervolgens werd er een mijnenveger op afgestuurd om de mijn te ruimen.
Secundair keek de dienst ook uit naar laagvliegende vijandelijke vliegtuigen, verdachte scheepsbewegingen, aangespoelde mijnen, scheepsongelukken en andere zaken. 

### Mijnenwachtersopleiding
Het was de bedoeling om de posten te bemannen met vrijwilligers. Daarvoor waren echter duizenden mensen nodig. Omdat er zich maar een handjevol personen aanmeldde als mijnenwachter werd besloten om dienstplichtig marine-personeel in te zetten in geval van een mobilisatie of oorlog. Het dienstplichtige marinepersoneel kreeg een zesdaagse opleiding die afgesloten werd met een examen. Daarin kwamen zaken aan bod zoals telefoonkabels leggen, het peilen en plotten van waterzuilen en vliegtuigherkenning. De opleidingen vonden vanaf 1950 plaats in Hoek van Holland, vanaf 1952 in Vlissingen. Toen het netwerk in 1957 klaar was, verhuisde de opleiding naar Fort Erfprins in Den Helder. Of het fort zijn nog twee MUD-palen te vinden die voor instructiedoeleinden dienden. In 1962 verhuisde de mijnenwachtersopleiding nogmaals, dit keer naar de Mijnendienstkazerne aan de Bassingracht in Den Helder. In 1963 werd de Commandant Mijnendienst tevens de Chef Mijnenuitkijkdienst.
Vanaf 1952 vonden oefeningen plaats rond de Westerschelde, meestal samen met de Belgische mijnenuitkijkdienst. Met blikjes springstof werden mijnen nagebootst. De explosie veroorzaakte een waterzuil die leek op een, vanuit een vliegtuig, geworpen zeemijn die het wateroppervlak raakt.

## Afdelingen

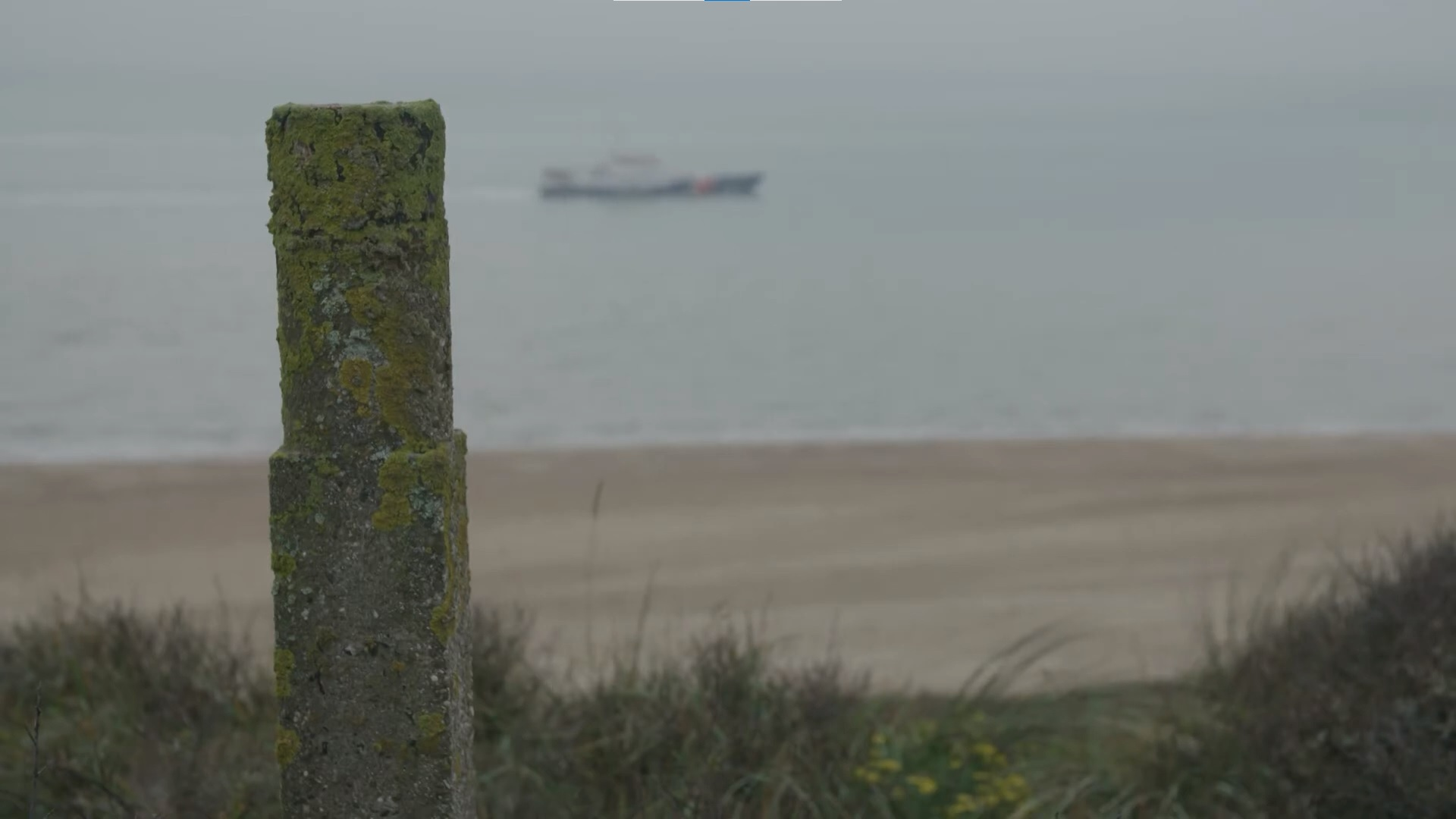
Een van de weinig resterende Mudpalen, bij Dishoek aan de Westerschelde

Geografisch was de dienst verdeeld in vier afdelingen die weer bestonden uit secties, groepen en posten.

### Den Helder-Schulpengat
Deze afdeling beschermde de marinehaven van Den Helder en omliggende vaarwegen. Tussen Huisduinen en de marinehaven bevonden zich twaalf WUPs en acht SUPs. De centrale post was gevestigd in het Fort Erfprins. Op het Fort Westoever, aan de voormalige haven van de mijnendienst zijn twee MUD-palen te vinden die voor oefendoeleinden werden gebruikt  

### Noordzeekanaal
Deze afdeling beschermde de havens van IJmuiden en Amsterdam. Vanaf 1954 stonden er 48 WUPs langs het Noordzeekanaal en de havenmond van IJmuiden. Vanaf 1960 werd alleen de havenmond van IJmuiden nog bewaakt. De commandovoering gebeurde vanuit Fort Erfprins.

### Nieuwe Waterweg
Ter bescherming van de haven van Rotterdam stonden 58 WUPs tussen Hoek van Holland en Rotterdam. De bunker ‘Bremen’ is na de Tweede Wereldoorlog gebruikt als centrale post van de MUD aan de Nieuwe Waterweg.

### Westerschelde
Deze afdeling beschermde Westerschelde als toegang van de haven van Antwerpen. het was de grootste afdeling van de MUD met tussen Westkappelle en Bath 93 WUPs, 34 binnenwater-SUPs en drie zeegaande SUPs. Het hoofdkwartier bevond zich in Vlissingen. 

## Vloot

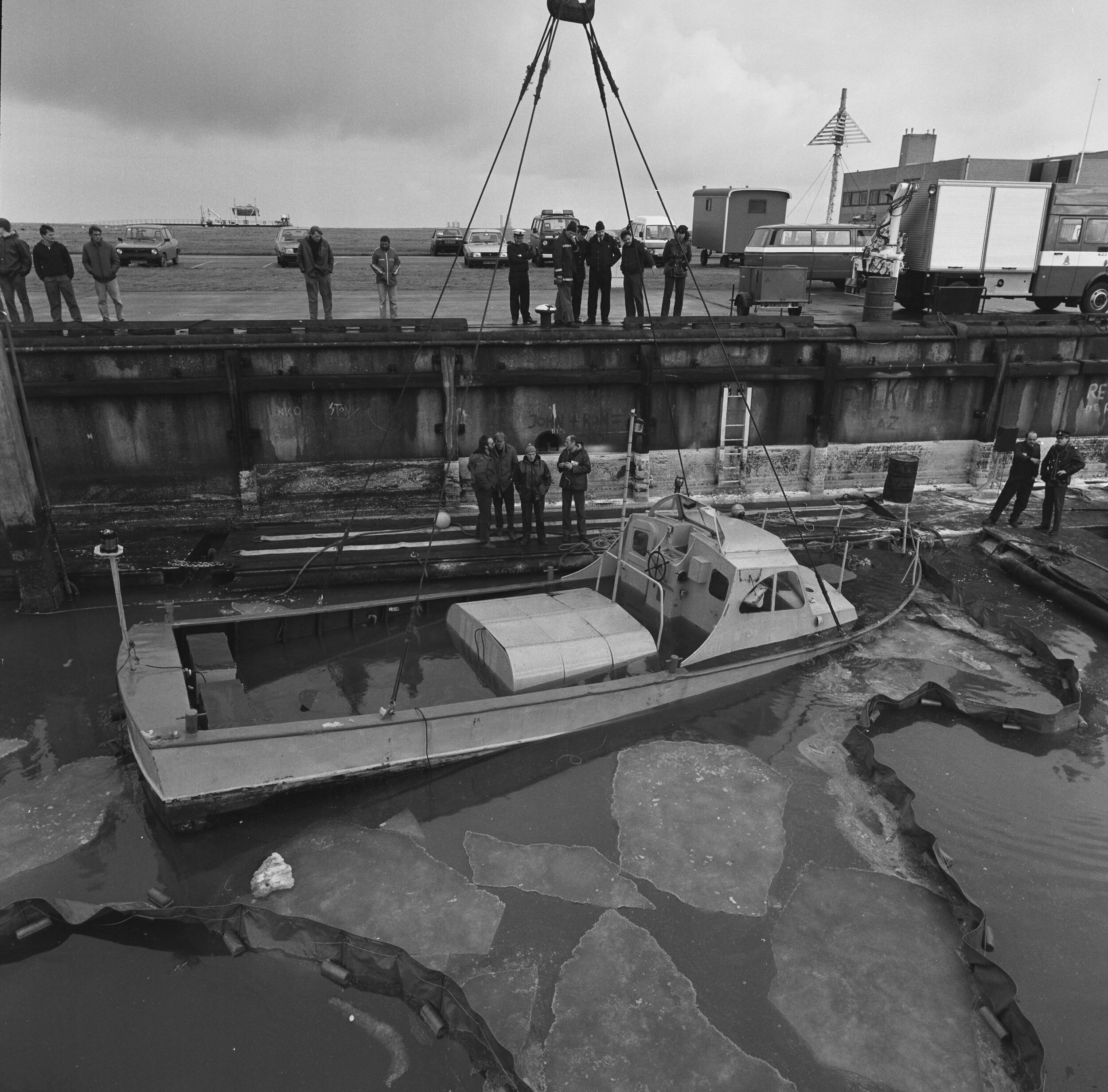
Het lichten van een in januari 1987 gezonken MUD-boot bij Fort Harssens in Den Helder

Naast de scheepsuitkijkposten maakte de MUD ook gebruik van een aantal communicatievaartuigen. Deze MUD-boten waren voormalige patrouilleschepen van de Amerikaanse kustwacht, die in 1952 aan Nederland geschonken zijn in het kader van de Marshallhulp. De schepen zijn gebouwd op de Curtis Bay Coast Guard Yard in Baltimore in de VS.
Het ging om de volgende schepen:            
- In dienst tot 1971: Y 8211 - Y 8213 - Y 8214 - Y 8215 - Y 8218
- In dienst tot 1972: Y 8219
- In dienst tot 1974: Y 8212
- In dienst tot 1987: Y 8216 - Y 8217 - Y 8220

|                       | MUD-boot                                                          |
| --------------------- | ----------------------------------------------------------------- |
| Lengte                | 12,00 meter                                                       |
| Breedte               | 3,40 meter                                                        |
| Diepgang              | 0,90 meter                                                        |
| Romp                  | Aluminium                                                         |
| Motoren               | 2 diesels, 2 schroeven (6 boten 2 x 190 pk en 4 boten 2 x 140 pk) |
| Snelheid              | Maximaal 32 knopen                                                |
| Mitrailleuropstelling | Y 8212, Y 8214, Y 8216, Y 8219                                    |

## Opheffing
Al vrij kort na de oprichting werd de Mijnenuitkijdienst door voortschrijdende techniek inhaald, zodat de dienst vanaf midden jaren '60 feitelijk overbodig werd. In 1964 werden een vijftal kustradarstations in gebruik genomen die een flink deel  van de havens kon bestrijken. Daarom kromp de MUD in 1965 sterk in en stopte met het uitkijken naar mijnen langs de de Nieuwe Waterweg en het Noordzeekanaal bij IJmuiden. Tevens werd het aantal posten Westerschelde en bij den Helder beperkt. In 1974 werd de dienst uiteindelijk opgeheven. De MUD-boten zijn geleidelijk buiten dienst gesteld, een drietal boten bleef tot 1987 in de vaart voor andere marinetaken. 
De meeste pelorusopstanden zijn verdwenen, vaak ten gevolge van dijkverhogingen. Aan de Westerschelde is nog een tiental historische pelorusopstanden aanwezig alsmede enkele speciaal gebouwde bunkers voor het hoofdkwartier, sectieposten en groepsposten. 